# Helge Skoog
Helge Olof Skoog, född 6 augusti 1938 i Borås församling, är en svensk skådespelare och komiker. Han är känd för rollen som Ture Sventon i julkalendern från 1989 och långfilmen T. Sventon och fallet Isabella. 2008–2013 gjorde han berättarrösten till tv-programmet Halv åtta hos mig och februari–mars 2015 berättarrösten till Klockan nio hos stjärnorna.

## Biografi
Skoog är son till borgmästaren i Borås Carl Axel Skoog (1897–1963) och Karin, född Lindahl (1900–1996). Han började spela en del teater som barn. Vid Borås läroverk var han 1957 med och bildade teatergruppen Rampljus. Från början hade han tänkt att bli jurist men fick så en roll vid fästningsspelen i Varberg. Där blev han uppmuntrad av skådespelaren Kolbjörn Knudsen att gå vidare och sökte till Göteborgs stadsteaters elevskola. Han kom inte in där men väl vid Dramatens elevskola där han utbildades 1958-1961. Var sedan först vid Dramaten och fortsatte via Pistolteatern och Riksteatern 1967 till Stockholms stadsteater där han förblev till pensioneringen 1997. Där har han också verkat vid Unga Klara och ledde Klara soppteater från 1988.
Helge Skoog har mest gjort sig känd som satirisk skådespelare när han samarbetade med Jan Bergquist och medverkade i dennes debattpjäser såsom Ivar Kreugers svindlande affärer (1969, för TV 1972) och Buss på sta'n (1970). Många av dessa har visats i tv som Hur man blir rik på aktier (1970), Ljuger Gustav Johansson? (1972) och Folke Bengtssons underbara resa (1975). Han har också sysslat med improvisationsteater under formen Teatersport som också visats i tv och där den store inspiratören heter Keith Johnstone.
Bland andra roller kan nämnas som Fritiof Enbom i tv-filmen Affären Enbom (1973) och som Ture Sventon i både tv i T. Sventon privatpraktiserande privatdetektiv (1989) och på film i T. Sventon och fallet Isabella (1991), en roll spelad med återhållsam skärpa. Under 2000 och 2010-talet medverkade han under elva säsonger som berättarröst/kommentator i TV4s matlagningsprogram Halv åtta hos mig . Dagens Nyheters Johan Croneman skrev bl. a. "Man kan bara inte sluta lyssna. På Helge. Utan honom, inget program".
1962 fick han Riksteaterns stipendium och 1993 Svenska Teaterkritikers förenings pris för sin verksamhet med soppteatern. Skoog har agerat värd i P1 Sommar vid två tillfällen, 1988 och 2004.

### Privatliv
Åren 1964-1977 var Helge Skoog gift med operasångerskan Busk Margit Jonsson, med vilken han har en son. Från 1987 var han gift med Ulla-Carin Giertz, död 2017, med vilken han har en dotter.

## Filmografi
- 1961 – Han som fick leva om sitt liv
- 1970 – Baltutlämningen
- 1971 – Familjen Ekbladh (TV-serie)
- 1973 – Makt på spel (TV-serie)
- 1973 – Affären Enbom (TV-serie)
- 1973 – Teskedsgumman (TV-serie)
- 1974 – Huset Silfvercronas gåta (TV-serie)
- 1974 – De tre från Haparanda (TV-serie)
- 1974 – Engeln (TV-serie)
- 1975 – Fem dagar i Falköping
- 1975 – Maria
- 1976 – Långt borta och nära
- 1977 – Väljarnas förtroende
- 1979 – Pojken som lånade ut sin röst (TV-serie)
- 1980 – Hedebyborna (TV-serie)
- 1981 – Babels hus (TV-serie)
- 1983 – Spanarna (TV-serie)
- 1983 – Den tredje lyckan (TV-serie)
- 1984 – Pengarna gör mannen
- 1985 – Rädda Joppe – död eller levande (TV-serie)
- 1985 – Skrotnisse och hans vänner (TV-serie)
- 1986 – Fläskfarmen
- 1986 – Bröderna Mozart
- 1986 – På liv och död
- 1986 – Kunglig toilette (TV-film)
- 1987 – Peta näsan (TV-serie)
- 1987 – Paganini från Saltängen (TV-serie)
- 1988 – Livsfarlig film
- 1988 – Fyra dagar som skakade Sverige – Midsommarkrisen 1941 (TV-film)
- 1988 – Xerxes (TV-serie)
- 1988 – Allrakäraste syster
- 1989 – Ture Sventon privatdetektiv (TV-serie)
- 1990 – Ebba och Didrik (TV-serie)
- 1990 – Exit
- 1991 – T. Sventon och fallet Isabella
- 1996 – Cluedo – en mordgåta (TV-serie)
- 1996 – Hararna fångar och steker jägaren
- 1999–2008 – Parlamentet (TV-serie)
- 2000 – Jönssonligan spelar högt
- 2005 – Kommissionen (TV-serie)
- 2008 – Hotell Kantarell (TV-serie)
- 2008–2013 – Halv åtta hos mig (TV-serie)
- 2009 – Emellan
- 2018 – Helt perfekt (TV-serie)
- 2019 – Panik i tomteverkstan (TV-serie)

## Teater

### Roller
| År   | Roll                          | Produktion                                                                 | Regi                | Teater                 |
| ---- | ----------------------------- | -------------------------------------------------------------------------- | ------------------- | ---------------------- |
| 1959 | Mpari Pe                      | Krukan Luigi Pirandello                                                    | Nils Olsén          | Dramaten               |
| 1960 | Rysk matros                   | Gisslan Brendan Behan                                                      | Per-Axel Branner    | Dramaten               |
| 1963 | Andra gästen En kutryggig man | Svejk i andra världskriget Bertolt Brecht                                  | Alf Sjöberg         | Dramaten               |
| 1963 | Filch                         | Tiggarens opera John Gay                                                   | Per-Axel Branner    | Dramaten               |
| 1964 | Kuriren                       | Tre knivar från Wei Harry Martinson                                        | Ingmar Bergman      | Dramaten               |
| 1965 | En ung soldat                 | Mutter Courage Bertolt Brecht                                              | Alf Sjöberg         | Dramaten               |
| 1965 | Kanslern                      | Yvonne, prinsessa av Bourgogne Witold Gombrowicz                           | Alf Sjöberg         | Dramaten               |
| 1968 | Pastorn Poliskommissarien     | Jaktscener Martin Sperr                                                    | Ernst Günther       | Stockholms stadsteater |
| 1970 | Major Ferdinand von Walter    | Kärlek och politik Friedrich Schiller                                      | Anders Carlberg     | Stockholms stadsteater |
| 1975 | Emil                          | Herr von Hancken Agneta Pleijel                                            | Johan Bergenstråhle | Stockholms stadsteater |
| 1977 | Korpral Karl Mengke           | Slaget vid Lobositz Peter Hacks                                            | Friedo Solter       | Stockholms stadsteater |
| 1980 | Ombudsmannen                  | Fabriksflickorna, makten och härligheten Margareta Garpe och Suzanne Osten | Suzanne Osten       | Stockholms stadsteater |
| 1980 | Professor Lüdin m. fl.        | Hoppla, vi lever! Ernst Toller                                             | Fred Hjelm          | Stockholms stadsteater |
| 1987 | Lars Gustafsson               | Furstespegel Per Olov Enquist och Anders Ehnmark                           | Sven Wollter        | Stockholms stadsteater |
| 2010 | Chefsastronomen               | Aniara Harry Martinson                                                     | Lars Rudolfsson     | Stockholms stadsteater |

### Regi (ej komplett)
| År   | Produktion | Upphovsmän                               | Teater                 |
| ---- | ---------- | ---------------------------------------- | ---------------------- |
| 1982 | Aniara     | Harry Martinson Bearbetning Per Lysander | Stockholms stadsteater |

## Radioteater

### Roller
| År   | Roll                                         | Produktion                                 | Regi            |
| ---- | -------------------------------------------- | ------------------------------------------ | --------------- |
| 1963 | Pär Boberg                                   | Trivselmyra story Lars Björkman            | Hans Lagerkvist |
| 1985 | Kaj Husell                                   | Didrik Christina Herrström                 | Peter Schildt   |
| 1986 | Kaj Husell                                   | Ebba Christina Herrström                   | Peter Schildt   |
| 1987 | Zaphod Beeblebrox och Prostetnic Vogon Jeltz | Liftarens guide till galaxen Douglas Adams | Bertil Goldberg |

## Utmärkelser
- H.M. Konungens medalj av åttonde storleken i Serafimerordens band (2008)
- Karl Gerhards Hederspris (1997)
- Ture Sventon-priset Temmelburken (2003)